# Пјано деј Резинели (Леко)
Пјано деј Резинели је насеље у Италији у округу Леко, региону Ломбардија.
Према процени из 2011. у насељу је живело 30 становника. Насеље се налази на надморској висини од 1280 м.